# ماچی ام.۶۷
ماچی ام. ۶۷ (به انگلیسی: Macchi_M.67) یک هواگرد ملخ‌پیشین تک‌موتوره از نوع دریایی سرعتی ساخت شرکت Macchi است. هواگرد ماچی ام. ۶۷ نخستین پروازش را در ۱۰ ژوئیه ۱۹۲۹ میلادی انجام داد. در مجموع، تعداد ۳ فروند از این هواگرد ساخته شده‌است.
طراح این هواگرد، Mario Castoldi بود.